# Лэнгфорд, Бонни

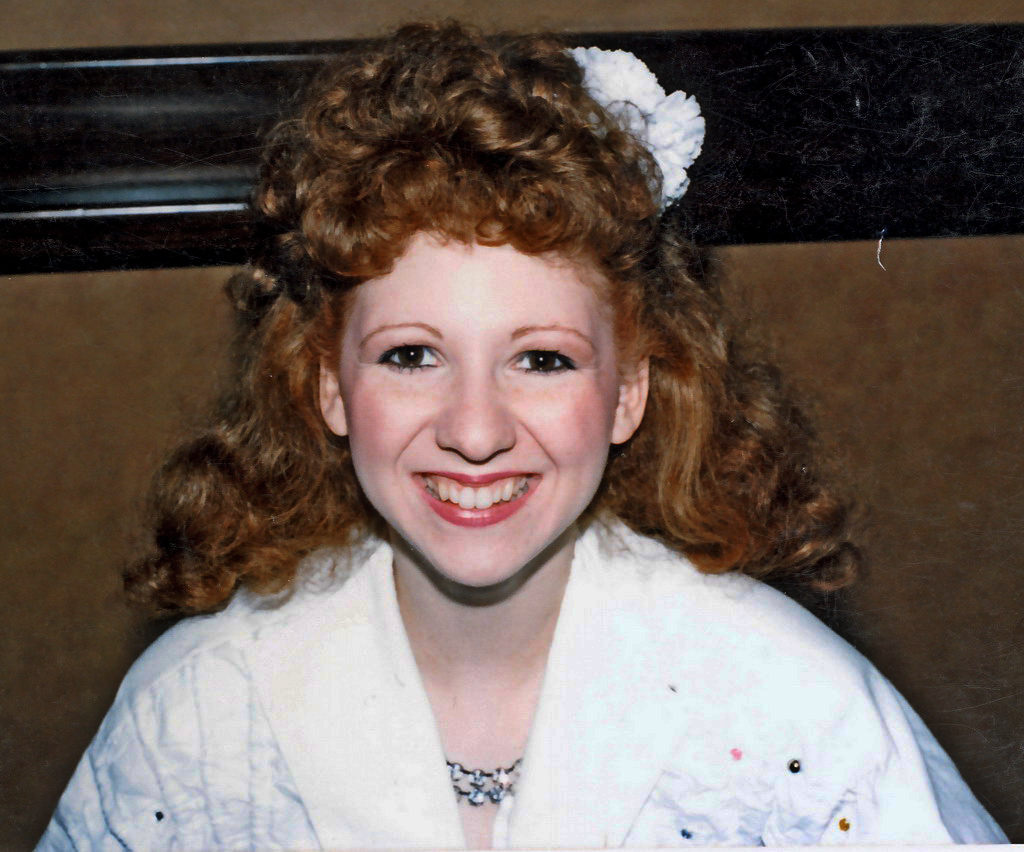
Фото 1986 года

Бо́нни Лэ́нгфорд (англ. Bonnie Langford; род. 22 июля 1964, Суррей) — английская актриса театра, кино и телевидения; танцовщица и певица. Начала сниматься в возрасте девяти лет.

## Биография
Бонита Мелоди Лизетт Лэнгфорд родилась 22 июля 1964 года в Суррее (Англия). Отец — Дональд Лэнгфорд (1929—2004), мать — Эми «Бабетта» Лэнгфорд (до брака — Палмер; 1930 — ?). В возрасте шести лет стала победительницей шоу талантов Opportunity Knocks.
Окончила академию театральных искусств «Италиа Конти», занималась в Arts Educational Schools.
С 1973 года начала сниматься в телесериалах, с 1976 года — в кинофильмах.

### Личная жизнь и родственники
27 сентября 1995 года Лэнгфорд вышла замуж за малоизвестного актёра по имени Пол Гранерт (род. 1957). В 2015 году последовал развод, от брака осталась дочь, Бьянка Джей Гранерт (род. 2000).
Бонни Лэнгфорд является тётей актрис Саммер Страллен (род. 1985), Скарлетт Страллен (род. 1982) и Зизи Страллен (род. 1990). Сестра — малоизвестная актриса Черида Лэнгфорд.

## Роли в театрах
- 1972 — Скарлетт / Scarlett — дочь Скарлетт О’Хары
- 1974—1975 — Цыганка[англ.] / Gypsy — малышка Джун (Бродвей)
- 1996 — Чикаго / Chicago — Рокси Харт[англ.] (Бродвей)
- 2006—2007 — Парни и куколки / Guys and Dolls — мисс Аделаида Адамс (театры Бирмингема и Плимута)
- 2012 — С девяти до пяти[англ.] / 9 to 5 — Роз (Манчестерский дом оперы[англ.])[7]
- 2018—2019 — 42-я улица / 42nd Street — Дороти Брок (Вест-Энд)[8]

## Аудио-работы
- 2001 — Один Доктор[англ.] / The One Doctor — Мел Буш[англ.][9]
- 2003 — Загрей[англ.] / Zagreus — Кассандра

## Избранная фильмография

### Телевидение
- 1977—1978 — Просто Уильям[англ.] / Just William — Виолет Элизабет Ботт (в 17 эпизодах)
- 1982 — Шоу Моркама и Уайза[англ.] / The Morecambe & Wise Show — певица (в эпизоде #3.1[англ.])
- 1986—1987 — Доктор Кто / Doctor Who — Мел Буш[англ.] (спутница Шестого и Седьмого Докторов)[9] (в 20 эпизодах)[10]
- 1993 — Измерения во времени / Dimensions in Time — Мел Буш
- 1999 — Спокойной ночи, дорогая[англ.] / Goodnight Sweetheart — Нэнси Поттер (в эпизоде How I Won the War[англ.])
- 2006 — Мисс Марпл Агаты Кристи / Agatha Christie's Marple — Бетти Джонсон (в эпизоде By the Pricking of My Thumbs)
- 2008 — Отель «Вавилон» / Hotel Babylon — Скарлетт Сеньор (в эпизоде #3.4)
- 2015—2018 — Жители Ист-Энда / EastEnders — Кармел Каземи (в 351 эпизоде)

### Широкий экран
- 1976 — Багси Мэлоун / Bugsy Malone — Лена Марелли
- 1977 — ? / Wombling Free — Ким Фрогмортон

### В роли самой себя
Ток-шоу, телеигры и т. п.
- 1978, 1981 — 3-2-1[англ.] / 3-2-1 — в 2 выпусках
- 1981, 1986, 1989—1990, 1999—2000, 2003 — Это твоя жизнь[англ.] / This Is Your Life — в 9 выпусках
- 1982—1985 — Королевское эстрадное представление[англ.] / Royal Variety Performance — в 4 выпусках
- 1982, 1984—1985, 1988, 1990 — ? / Blankety Blank — в 6 выпусках
- 1983, 1997 — Аудиенция с…[англ.] / An Audience with… — в 2 выпусках
- 1983, 1987, 2015—2016 — Дети в нужде[англ.] / Children in Need — в роли самой себя / Кармел Каземи (в 4 выпусках)
- 1984 — Приключенческая игра[англ.] / The Adventure Game — в выпуске #3.4
- 1985—1986 — Воган[англ.] / Wogan — в 2 выпусках
- 1986 — Синий Питер[англ.] / Blue Peter — в выпуске #30.5
- 1987—1988 — Новые лица[англ.] / New Faces — в 2 выпусках
- 1988 — Выходим в прямой эфир![англ.] / Going Live! — в выпуске #1.29
- 1992, 1996 — Победа, поражение или ничья[англ.] / Win, Lose or Draw — в 10 выпусках
- 1998, 2004, 2006, 2009, 2011, 2014—2015, 2019 — Этим утром[англ.] / This Morning — в 11 выпусках
- 1999 — Арена[англ.] / Arena — в выпуске Blondes: Diana Dors
- 2004, 2014—2015, 2017, 2020—2021 — ? / Strictly Come Dancing: It Takes Two — в 7 выпусках
- 2005, 2014 — Чепуха Райта[англ.] / The Wright Stuff — в 2 выпусках
- 2006 — ТВ-отрыжка[англ.] / TV Burp — в выпуске #5.6
- 2006 — Звёзды в их глазах. Дети[англ.] / Stars in Their Eyes Kids — в выпуске Live Grand Final 2006
- 2006 — Шоу Пола О’Грэди[англ.] / The Paul O'Grady Show — в выпуске #4.11
- 2006—2007, 2013, 2019, 2021—2022 — Свободные женщины[англ.] / Loose @ 5.30 (Loose Women) — в 7 выпусках
- 2006 — ЭКСтра-фактор[англ.] / The Xtra Factor — в 2 выпусках
- 2006—2007, 2014 — Танцы на льду[англ.] / Dancing on Ice — в 23 выпусках[11]
- 2006, 2008 — Кто хочет стать миллионером? / Who Wants to Be a Millionaire? — в 2 выпусках
- 2007, 2021 — Слабое звено / The Weakest Link — в 2 выпусках
- 2007 — Зачистка супермаркета со знаменитостями[англ.] / Celebrity Supermarket Sweep — в выпуске #1.5
- 2007 — Тайник в доме[англ.] / Hider in the House — в выпуске #1.6
- 2007 — Шоу Кэтрин Тейт / The Catherine Tate Show — в выпуске Comic Relief Special
- 2008 — Высшая школа «Британниа» / Britannia High — в выпуске Behind the Scenes: Part 1
- 2008, 2021 — Ант и Дек: Готовая еда субботним вечером[англ.] / Ant & Dec's Saturday Night Takeaway (в 7 выпусках)
- 2012, 2014, 2019, 2021 — ? / Pointless Celebrities — в 4 выпусках
- 2013 — Доктор Кто в прямом эфире: Следующий Доктор / Doctor Who Live: The Next Doctor
- 2013 — Жизненные истории Пирса Моргана[англ.] / Piers Morgan's Life Stories — в выпуске Brian Blessed
- 2014 — Шоу Алана Титчмарша[англ.] / The Alan Titchmarsh Show — в выпуске от 28 февраля
- 2014, 2017 — Танцы со звёздами / Strictly Come Dancing — в 3 выпусках
- 2014, 2018, 2020 — Лоррейн / Lorraine — в 3 выпусках
- 2016 — Субботняя кухня[англ.] / Saturday Kitchen — в выпуске #13.7
- 2018—2019 — ? / The One Show — в 3 выпусках
- 2019 — Доброе утро, Британия[англ.] / Good Morning Britain — в выпуске от 31 июля
- 2019 — Погоня за знаменитостями[англ.] / Celebrity Chase — в выпуске #9.2
- 2021 — Танцор в маске / The Masked Dancer — в 5 выпусках
- 2021 — Весьма интересно / QI — в выпуске Season's Greetings[англ.]

### Исполнение песен
- 1986 — Самая плохая ведьма / The Worst Witch — «Growing Up Isn't Easy» (заглавная песня)

## Премии и номинации
- 2016 — The British Soap Awards[англ.] в категории «Лучший новичок» за роль в сериале «Жители Ист-Энда» — победа[12].
- 2018 — опрос портала Digital Spy «Лучшая актриса мыльных опер» — пятое место[13].